# Rubus tawadanus
Rubus tawadanus är en rosväxtart som beskrevs av Gen-Iti Koidzumi. Rubus tawadanus ingår i släktet rubusar, och familjen rosväxter. Inga underarter finns listade i Catalogue of Life.